# Faustino de Albuquerque
Faustino de Albuquerque e Sousa (Pacatuba, 15 de dezembro de 1882 — Fortaleza, 10 de dezembro de 1961) foi um advogado e político brasileiro.
Foi governador do estado do Ceará de 1 de março de 1947 a 31 de janeiro de 1951.

## Biografia
Faustino nasceu na cidade de Pacatuba, em 1882. Era filho de José Libânio de Sousa e Crispiniana de Albuquerque e Sousa. Formou-se em Ciências Jurídicas e Sociais pela Faculdade de Direito do Ceará, em 1910, lecionando em seguida na Escola Normal e no Liceu do Ceará. Na mesma época foi diretor do Theatro José de Alencar, partindo, em seguida, para o Amazonas, onde trabalhou como advogado.

## Carreira
De volta ao Ceará, foi nomeado Juiz Substituto de Maranguape (1914 a 1920). Promovido a Juiz de Direito, com exercício na Comarca de Barbalha, em 1920, pediu remoção para Camocim, em 13 de dezembro de 1921. Por extinção da comarca, em 1924, Faustino ficou à disponibilidade do governo, retornando a ativa em 1926 como Juiz de Direito de Baturité, de onde foi convocado em 22 de novembro de 1927 para servir junto ao Tribunal de Justiça.
Devido ao falecimento do Desembargador Luís Gonzaga Gomes da Silva, Faustino foi considerado para o cargo tanto pelo tempo de serviço quanto por mérito jurídico, tendo sido nomeado em 10 de março de 1928. Presidiu o Tribunal de Justiça em 1938 e em 1945.
Em 1947, foi eleito governador do Ceará pela União Democrática Nacional (UDN). Foi também o primeiro presidente do Instituto Brasil-Estados Unidos (IBEU), de Fortaleza. Ocupou quatro vezes a presidência do Tribunal Regional Eleitoral do Ceará.

## Morte
Faustino morreu em 10 de dezembro de 1961, em Fortaleza, aos 78 anos. A Medalha do Mérito Eleitoral do Estado do Ceará foi renomeada para Medalha do Mérito Eleitoral Desembargador Faustino de Albuquerque e Sousa em sua homenagem em 2003.
Na região metropolitana de Fortaleza, a Escola Municipal Desembargador Faustino de Albuquerque e Sousa leva seu nome.